# Maniola maculata
Maniola maculata är en fjärilsart som beskrevs av Grum-grshimailo 1894. Maniola maculata ingår i släktet Maniola och familjen praktfjärilar. Inga underarter finns listade i Catalogue of Life.